# Friedenskirche (Siek)

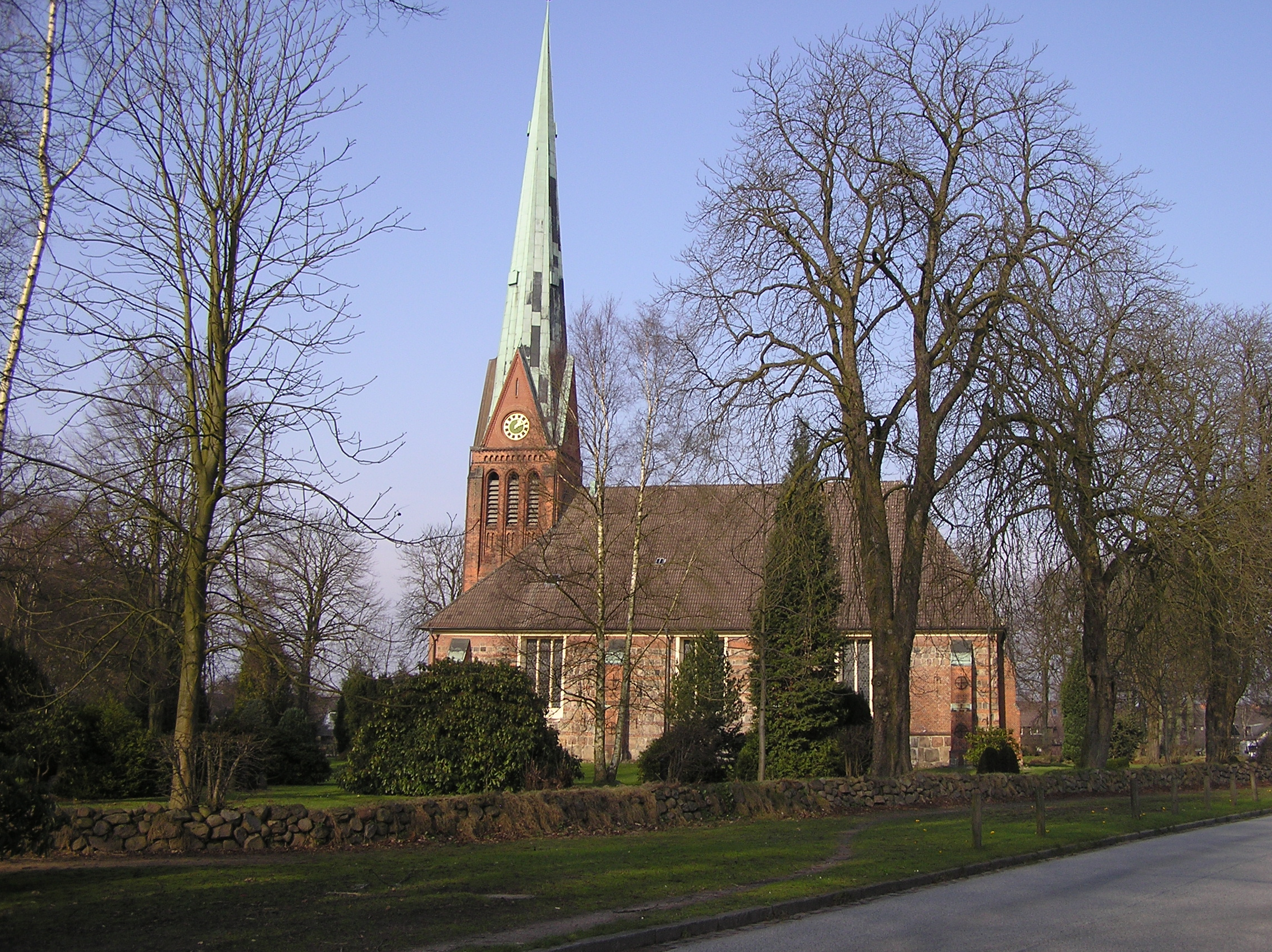
Ansicht von der Dorfstraße

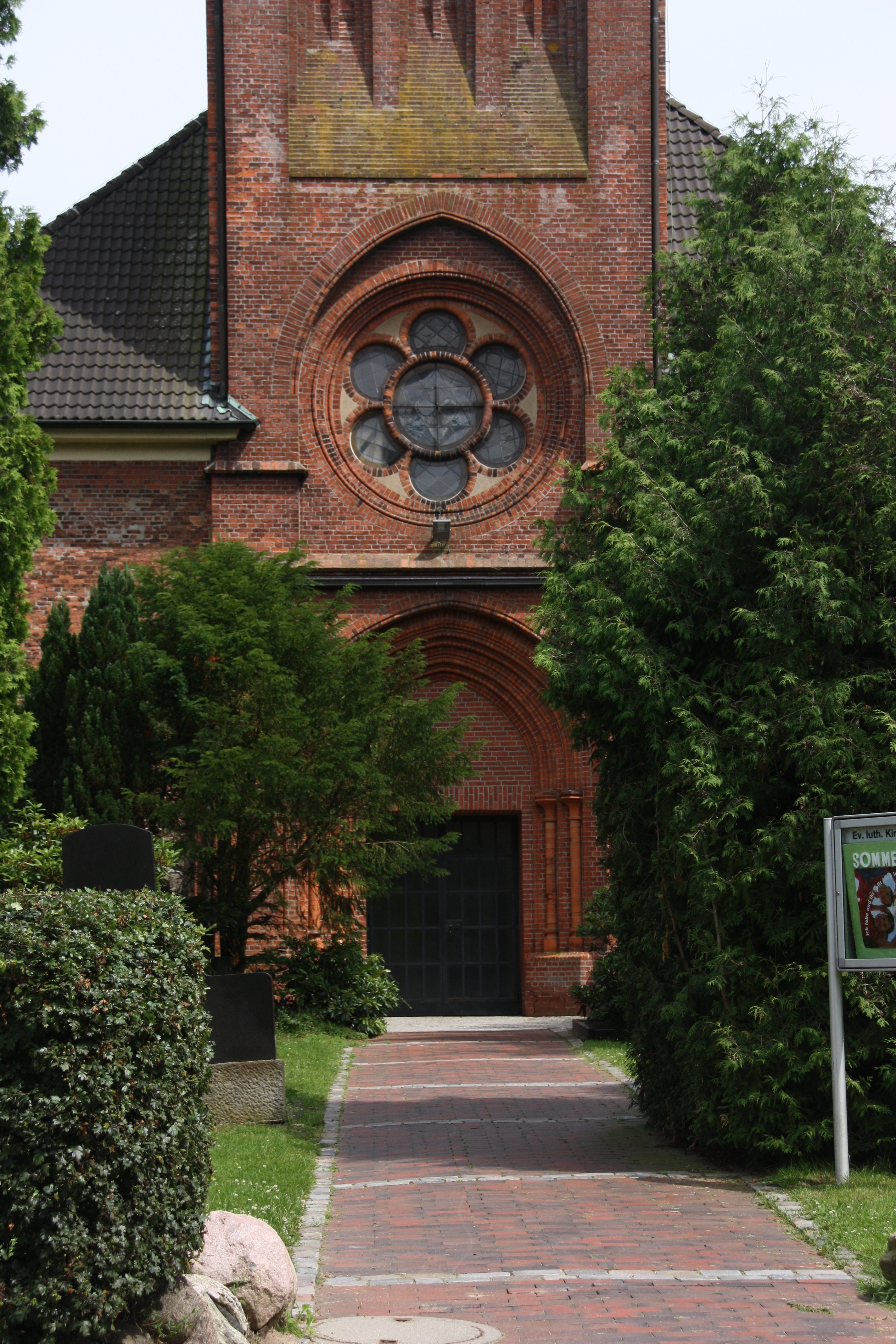
Eingangsportal mit Fensterrosette

Die evangelisch-lutherische Friedenskirche in Siek im Kreis Stormarn liegt dort mit ihrem Kirchhof und dem ehemaligen Friedhof beherrschend in der Mitte des Dorfes.

## Geschichte

### Kirchengemeinde
Der Ort Siek wurde 1263 erstmals schriftlich erwähnt. Vermutlich wurde in dieser Zeit auch die erste Kirche erbaut. Sie zählte damit zu den ältesten Kirchgebäuden in Stormarn.
Das Kirchspiel Siek wurde 1304 erstmals urkundlich erwähnt und umfasste um 1320 insgesamt 15 Dörfer. Bischofs- und Taufkirche für Stormarn war seit dem 12. Jahrhundert der Hamburger Mariendom. Das Domkapitel erwarb durch Kauf und Schenkung zwischen 1250 und 1350 16 Stormarner Dörfer, darunter auch Siek, welches 1344 an das Kloster Reinbek weiterveräußert wurde. Die Reformation führte 1529 zur Auflösung des Klosters und Siek kam in den Besitz des dänischen Königs Friedrich I.

### Mittelalterliche Kirche
Die erste Kirche wurde im 13. Jahrhundert zunächst ohne Chor aus Feldstein errichtet und später mindestens dreimal erweitert. Diese erste Kirche hatte zuletzt eine Länge von 31 und eine Breite von 16 Metern. Die Feldsteinmauern waren mit einer Dicke von bis zu 1,40 Metern außerordentlich stark.
Im Laufe des Dreißigjährigen Krieges wurde die Kirche 1627 schwer beschädigt und verlor vermutlich ihre bisherige Kirchenausstattung. Beim Wiederaufbau in den folgenden Jahrzehnte wurden die bis heute erhaltene Bronzetaufe und das Altarretabel von Hein Baxmann sowie eine Orgel angeschafft. Zudem wurde ein 40 Meter hoher, in den westlichen Giebel eingelassener, mit Schindeln gedeckter Kirchturm im Barockstil erbaut. Dieser Turm diente seit der Vermessung des dänischen Königreiches durch Carl Friedrich Gauß und Heinrich Christian Schumacher als Trigonometrischer Basispunkt, von ihm wurde die Braaker Basis vermessen.

### Neugotischer Neubau
1880 wurde die Kirche vom Blitz getroffen und brannte ab. Die Bronzetaufe und die Tafeln des Altars konnten vom Sieker Zimmermann Gehrmann und seinen Gesellen aus der brennenden Kirche gerettet werden. Die Mauern der Kirche wurden durch das Feuer nicht beschädigt und konnten zum größten Teil für den von 1880 bis 1883 im Stil der Neugotik errichteten Neubau genutzt werden.
Der neue Turm ragte nun 53 Meter in die Höhe und diente weiterhin als Trigonometrischer Basispunkt zur Landvermessung. Die Fenster an den Längsseiten wurden durch gaubenartige Aufbauten im Dach betont. Hinter dem Altar gab es drei schmale bleiverglaste Fenster, im Inneren auf den beiden Längsseiten hölzerne Emporen. Die Decke im Innenraum wurde durch ein dreijochiges Gewölbe gegliedert. Die geretteten Bildtafeln des vorherigen Altars wurden in den neuen Altaraufbau eingelassen. Dieser neue Altar entstand wie die Kirche im neugotischen Stil und war durch aufstrebende Linien gekennzeichnet.

### Umbau 1954–1956
Ein orkanartiger Sturm im Januar 1954 knickte die Spitze des Kirchturms. Bei den nachfolgenden Untersuchungen wurden weitere Schäden am Dach und Risse im Gewölbe festgestellt. Eine weitere Benutzung der Kirche wurde daraufhin untersagt und von 1954 bis 1956 fanden umfangreiche Sanierungs- und Umbauarbeiten statt, durch die der Charakter der Kirche erneut stark verändert wurde. Man entfernte das Dach, die Gewölbe und das Blendmauerwerk vollständig, das ursprüngliche Granitmauerwerk wurde nun wieder sichtbar. Die Gauben und die neugotischen Fenster wurden ebenfalls entfernt und stattdessen rechteckige Fenster eingebaut. Im Kircheninneren wurde ein Betonkorsett eingezogen und die drei hohen Fenster hinter dem Altar zugemauert. Die hölzerne Kanzel mit ihrem Kanzeldach sowie die Emporen wurden entfernt. Die neugotischen Elemente am Altar entfernte man und nahm eine Umformung im Stil der Renaissance vor. 1958 wurde eine Orgel eingebaut und 1962 mit der Weihe von drei neuen Glocken der Umbau abgeschlossen.
1995 wurde bei einem orkanartigen Sturm der Dachstuhl des Kirchturms verdreht. Durch den Einbau eines stählernen Skeletts konnte der Turm stabilisiert werden. Seitdem wird die Last des Glockenstuhls auf die alten Feldsteinmauern unterhalb der 1883 eingebauten Turmrosette übertragen.

## Innenausstattung

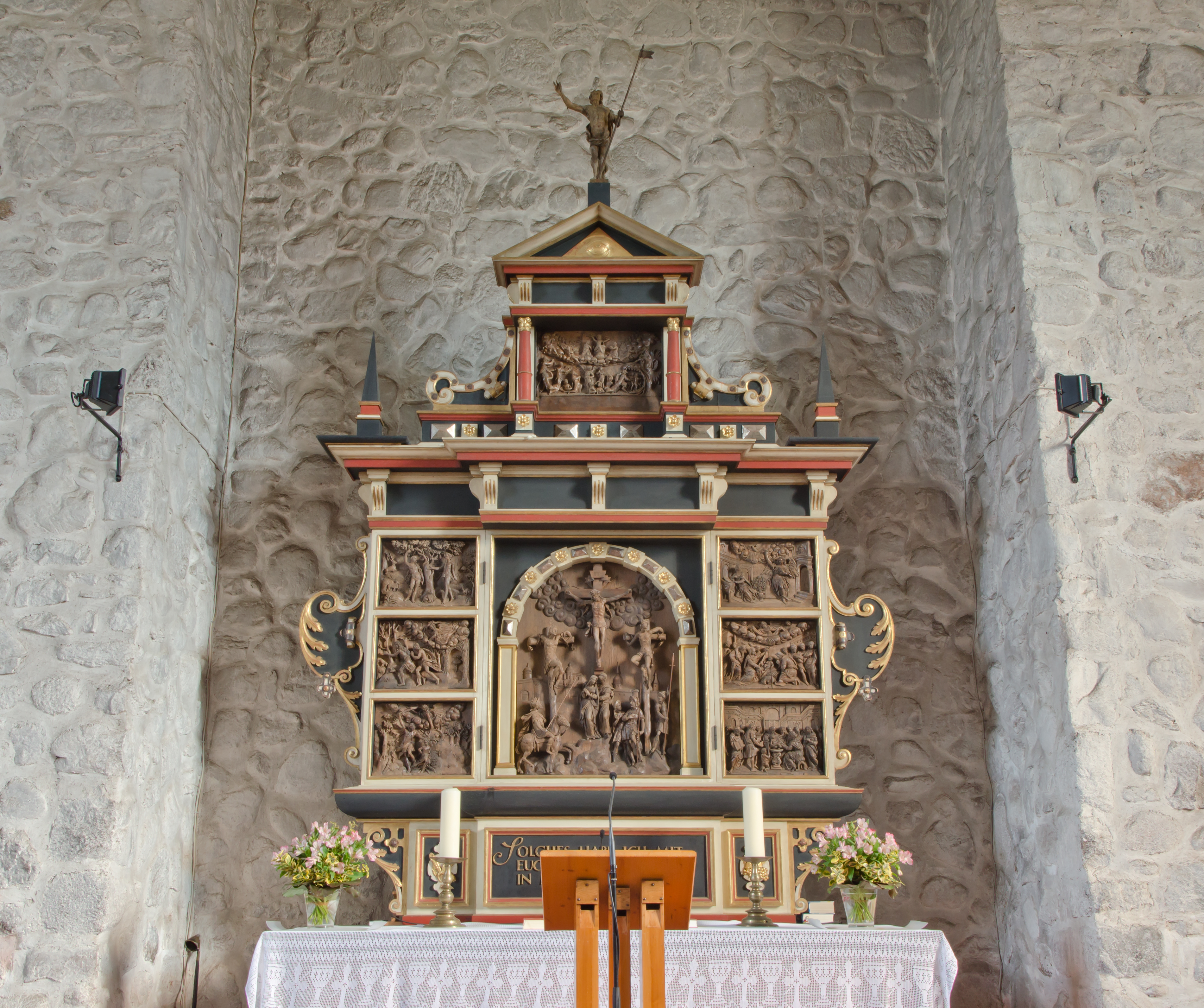
Altar in Siek (Fassung von 1955)

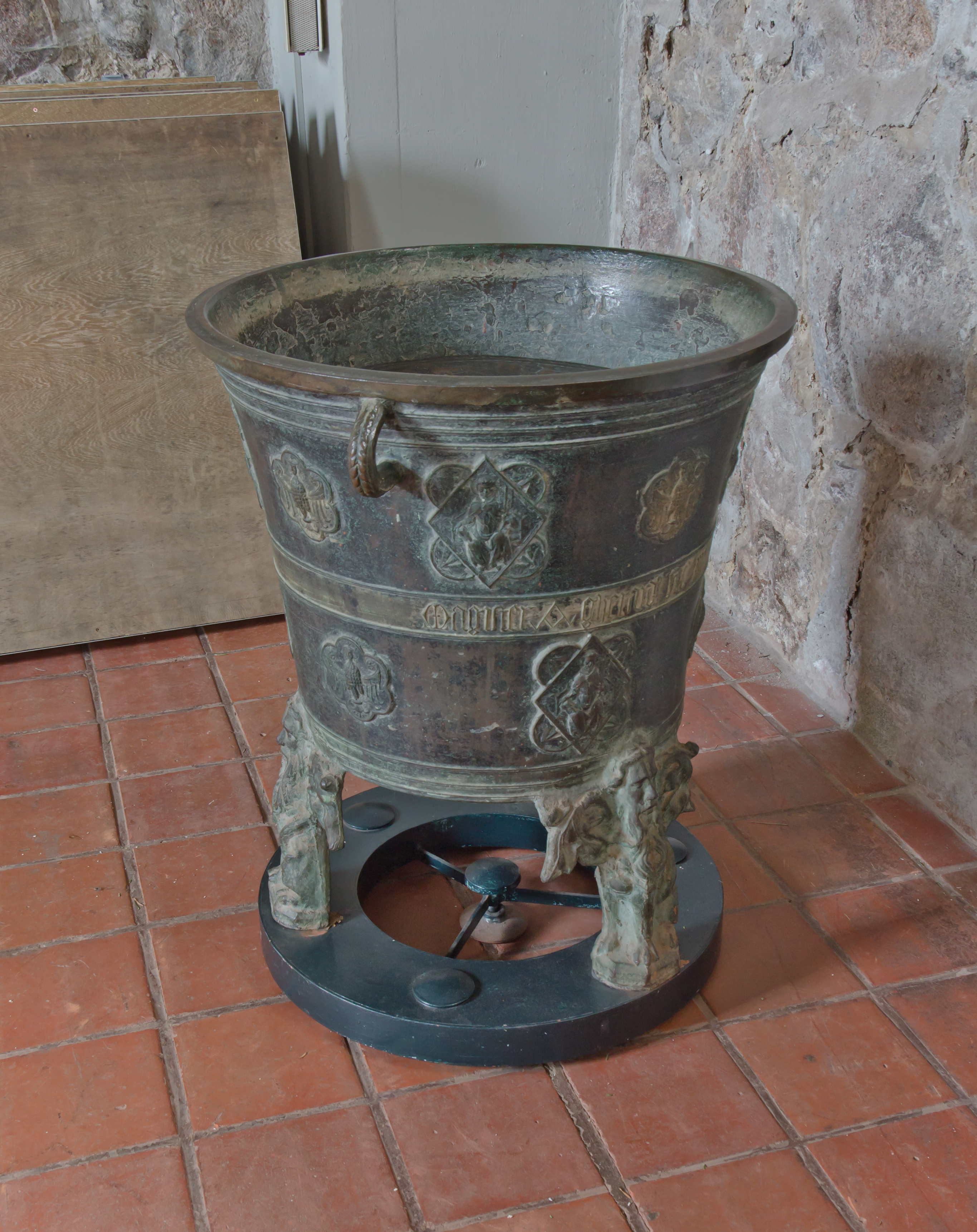
Fünte in Siek

### Altar
Der Altar weist keinen direkten Hinweis auf den Künstler auf, jedoch zeigt der stilistische Vergleich, dass die Eichenholz-Reliefs zweifelsfrei von Hein Baxmann stammen. Zeitlich lässt sich der Altar zwischen den Baxmann-Altären von Allermöhe und Ochsenwerder einordnen, sodass die Entstehung etwa auf das Jahr 1620 datiert werden kann. Wie der Altar nach Siek kam, ist nicht überliefert. Möglicherweise handelt es sich um den nicht erhaltenen Altar der St. Nikolai-Kirche in Hamburg-Moorfleet, der dort 1680 nicht in den Neubau der Kirche übernommen, sondern der im Dreißigjährigen Krieg schwer beschädigten Sieker Kirche überlassen wurde.
Auch über das ursprüngliche Aussehen vor dem Brand 1880 ist nichts überliefert. Die Relieftafeln wurden aus der brennenden Kirche gerettet, dabei aber vermutlich beschädigt und die möglicherweise vorhandene Bemalung in der Folge abgebeitzt. Nach dem Wiederaufbau der Kirche 1883 wurde eine neogotische Altarfassung angefertigt und die geretteten Relieftafeln und Figuren eingefügt. 1955 erhielt der Altar ein Gehäuse, welches dem ursprünglichen von 1620 nahekommen soll. Wegen der fehlenden Überlieferungen orientierte man sich am Baxmann-Altar von Allermöhe und versuchte den damals stattfindenden Übergang von der Renaissance zum Barock anzudeuten. Die zwei Obelisken als Abschluss des Hauptteils sowie die Ädikula mit der darauf stehenden Christusfigur sind der Renaissance zuzuordnen, während die Voluten an den Seiten für den Barock stehen.

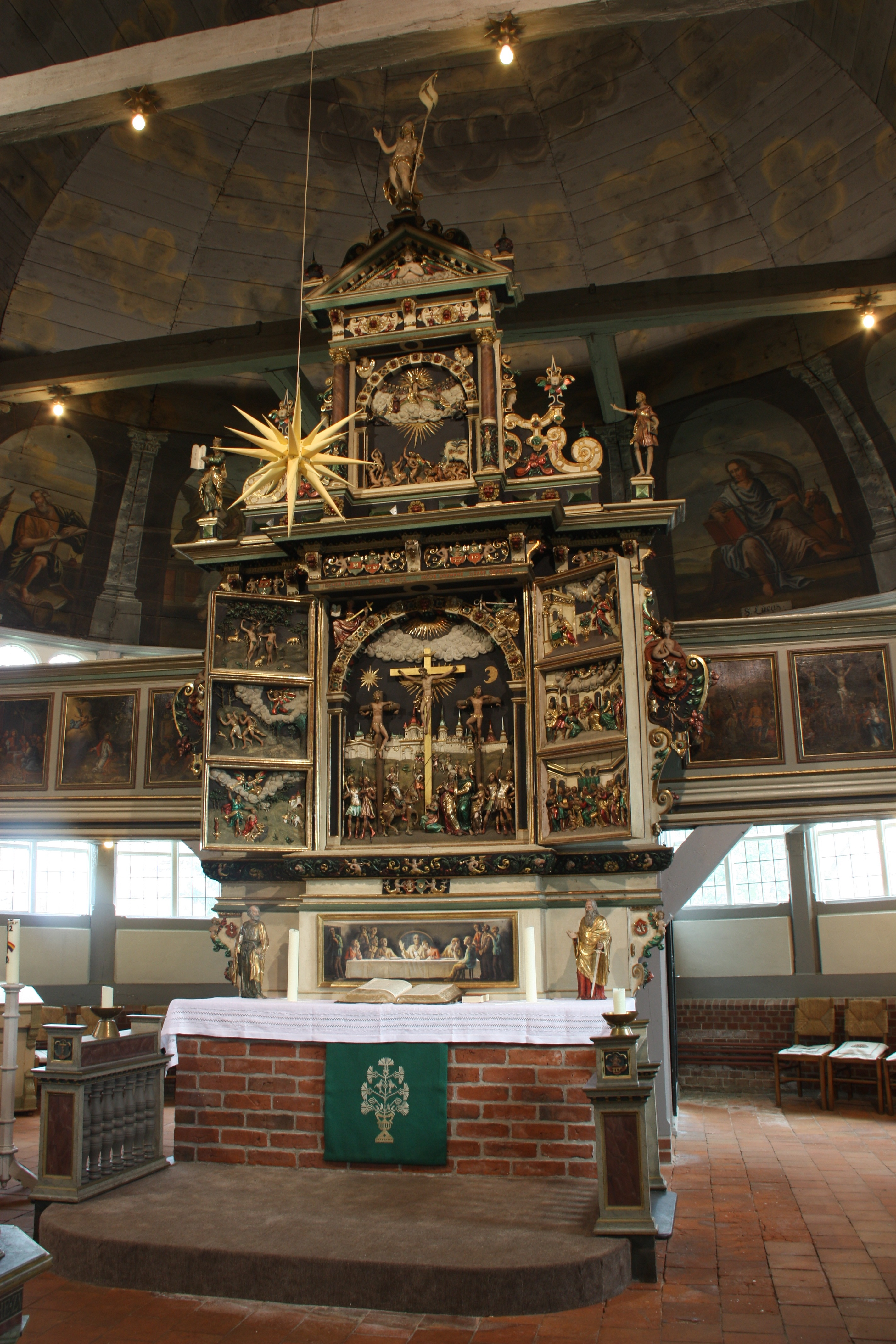
Baxmann-Altar Allermöhe 1614
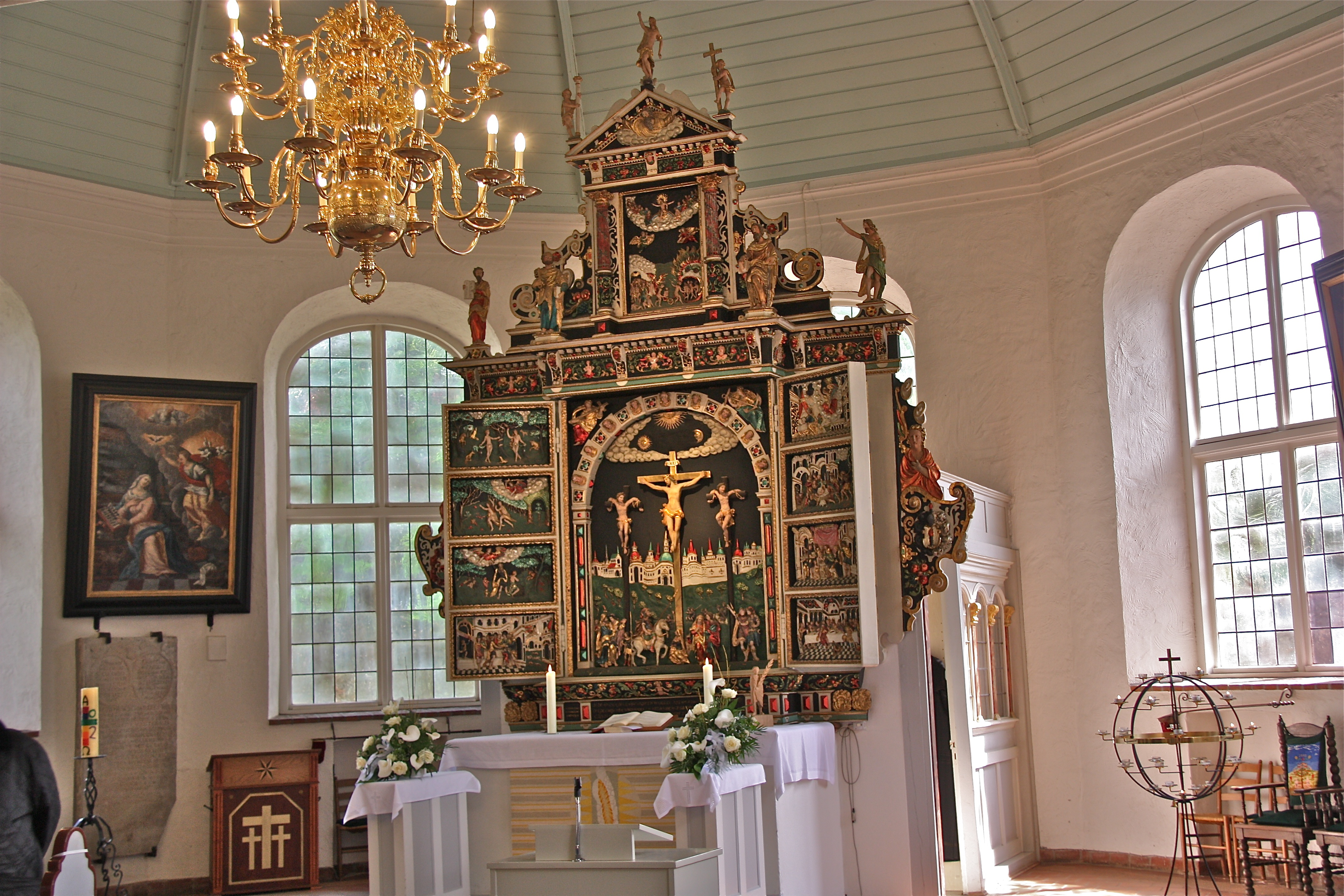
Baxmann-Altar Ochsenwerder 1633

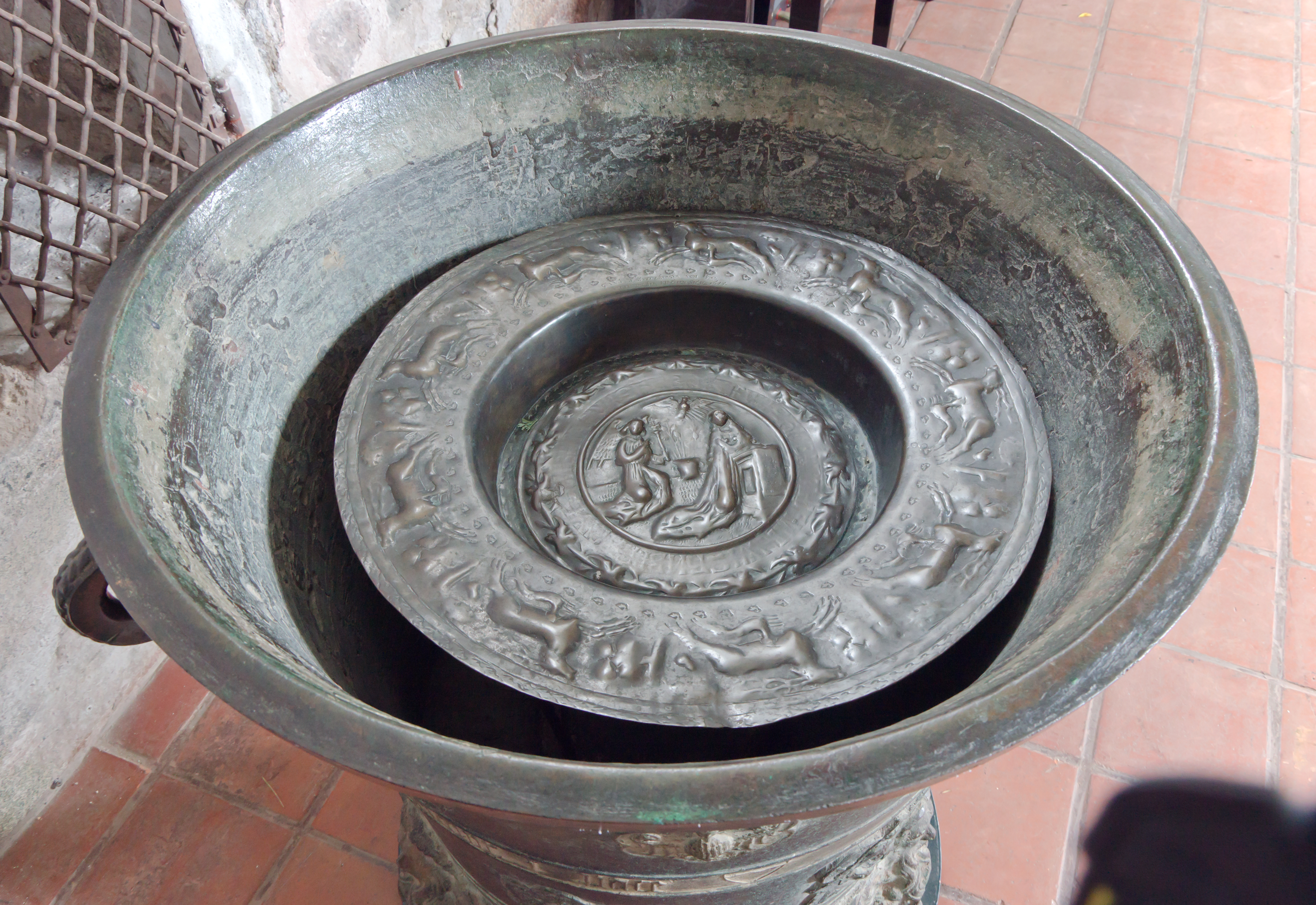
Taufschale aus Messing

### Bronzetaufe
Das Bronzetaufbecken stammt vom Lübecker Meister Gerhard Kranemann und wurde etwa 1350 gefertigt. Die Fünte hat drei Füße, die als Fabelwesen mit Tierfüßen, Schweif und bärtigen Männergesichtern ausgebildet sind. Der Kessel hat eine umlaufende lateinische Umschrift in gotischen Minuskeln: Magister gherardus fecit me cuius anima et hinrici Ulmtles Requiescant in pace; zu deutsch Meister Gerhard hat mich gefertigt. Seine Seele und die des Heinrich Ulmtles mögen in Frieden ruhen. Es wird vermutet, dass die Taufe als Gelegenheitskauf um 1655 nach Siek kam. Für dieses Jahr gibt es einen Hinweis über die Schenkung eines kupfernen Einsatzes für den Taufkessel.
Ursprünglich war der gesamte Kessel für die Taufe mit Wasser gefüllt und das Neugeborene wurde vollständig untergetaucht. 1655 wurde der Gemeinde eine Taufschale aus Messing geschenkt. Diese ist mit einem Relief der Verkündigung und einem Hirschjagdfries verziert. Die Schale befindet sich im Inneren des Taufkessels.

## Glocken
Über die Glocken, die es vor 1880 in Siek gab, ist nichts bekannt. Nach dem Brand in jenem Jahr wurden zwei Glocken angeschafft und zunächst in einem Glockenstuhl auf dem Kirchhof aufgehängt. Der Einbau in den Kirchturm erfolgte später. Auf der größeren Glocke befand sich ein Bild Johannes des Täufers, die Inschrift „Preise, Jerusalem, den Herrn!“ und die Randverzierung „Siek“ 1883. 1917 musste diese Glocke wegen des Ersten Weltkrieges abgegeben werden und wurde zu Rüstungszwecken eingeschmolzen. Die kleinere Glocke zeigte eine Abbildung des Abendmahlskelchs und ebenfalls die  Randverzierung „Siek 1883“.  Diese Glocke überstand den Ersten Weltkrieg, sprang aber 1927 aus ihrer Halterung und stürzte in des Gebälk des Glockenstuhls, wobei sie einen Sprung erlitt. Erst 1962 erhielt die Kirche drei neue Glocken. Die größte trägt die Inschriften „Kommt her zu mir alle die ihr mühselig und beladen seid“ und „Der Glocke von 1880 nachgegossen“. Die zweite Glocke trägt den Text „Ich will euch erquicken“ sowie einen Hinweis auf ihre Vorgängerin „1917 zerschlagen“. Auf der dritten Glocke steht „Ich bin bei euch alle Tage“.

## Orgel

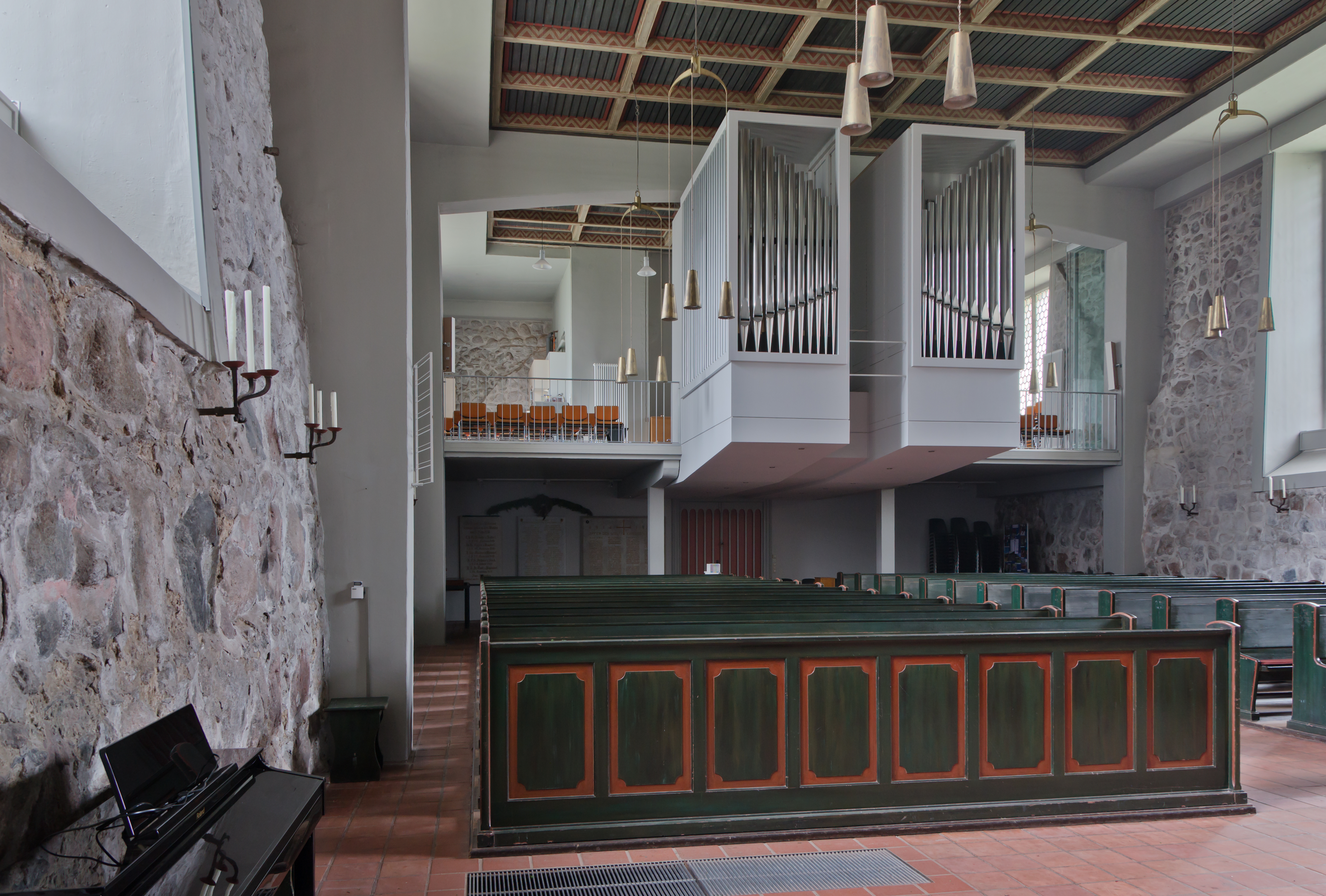
Orgel im Innenraum

Bereits in der 1880 abgebrannten Kirche gab es eine Orgel.
Nach dem Umbau von 1958 erhielt die Kirche eine Orgel der Firma Kemper und Sohn aus Lübeck, die jedoch schon 1998 nicht mehr funktionstüchtig war und als irreparabel galt. Noch im gleichen Jahr gründete sich der Verein Orgel-2000-Siek e. V. mit dem Ziel eine neue Orgel zu beschaffen, dem es bis 2003 auch gelang, einen großen Teil der erforderlichen Spenden einzuwerben, worauf eine neue Orgel bestellt werden konnte.
Die heutige Orgel mit 26 Registern auf zwei Manualen und einem Pedal ist ein Instrument der Orgelbaufirma Claus Sebastian. Die Orgelarchitektur wurde von dem Architekten Bernhard Hirche im Zusammenhang mit der Planung des Umbaus der Orgelempore zu einem Mehrzweckraum entworfen. Die Orgel wurde am 27. August 2006 mit einem Konzert von Henning Bergmann eingeweiht. Aus akustischen Gründen, zur Betonung der Längsachse, Schaffung einer Sichtachse vom Spieltisch zum Altar und Gliederung des Orgelkörpers wurde die Orgel in zwei separate Gehäuse eingebaut, die vor der bisherigen Orgelempore schwebend platziert wurden. So  wurde  auf der Empore zusätzlicher Raum gewonnen, der im Rahmen des Gottesdienstes, aber auch als Gemeinderaum nutzbar ist. Die Disposition des Instruments lautet:
| I Hauptwerk C–g3 |            |       |
| 1.               | Prinzipal  | 8′    |
| 2.               | Rohrflöte  | 8′    |
| 3.               | Oktave     | 4′    |
| 4.               | Spitzflöte | 4′    |
| 5.               | Quinte     | 2 ⁄3′ |
| 6.               | Oktave     | 2′    |
| 7.               | Mixtur IV  | 1 ⁄3′ |
| 8.               | Trompete   | 8′    |

| II Schwellwerk C–g3 |                      |        |
| 9.                  | Bourdon              | 16′    |
| 10.                 | Hohlflöte            | 8′     |
| 11.                 | Salicional           | 8′     |
| 12.                 | Vox Coeleste         | 8′     |
| 13.                 | Prinzipal            | 4′     |
| 14.                 | Traversflöte         | 4′     |
| 15.                 | Nasard               | 2 ⁄3′  |
| 16.                 | Flageolet            | 2′     |
| 17.                 | Terz                 | 1 3⁄5′ |
| 18.                 | Quinte               | 1 ⁄3′  |
| 19.                 | Trompette Harmonique | 8′     |
| 20.                 | Hautbois             | 8′     |
|                     | Tremulant            |        |

| Pedal C–f1 |               |     |
| 21.        | Subbass       | 16′ |
| 22.        | Prinzipalbass | 8′  |
| 23.        | Gedackt       | 8′  |
| 24.        | Choralbass    | 4′  |
| 25.        | Posaune       | 16′ |
| 26.        | Trompete      | 8′  |

- Koppeln: I/II, I/P, II/P
- Spielhilfen: 2048 Setzerkombinationen

## Fotografien und Karte
Koordinaten: 53° 38′ 3,4″ N, 10° 17′ 50,1″ O

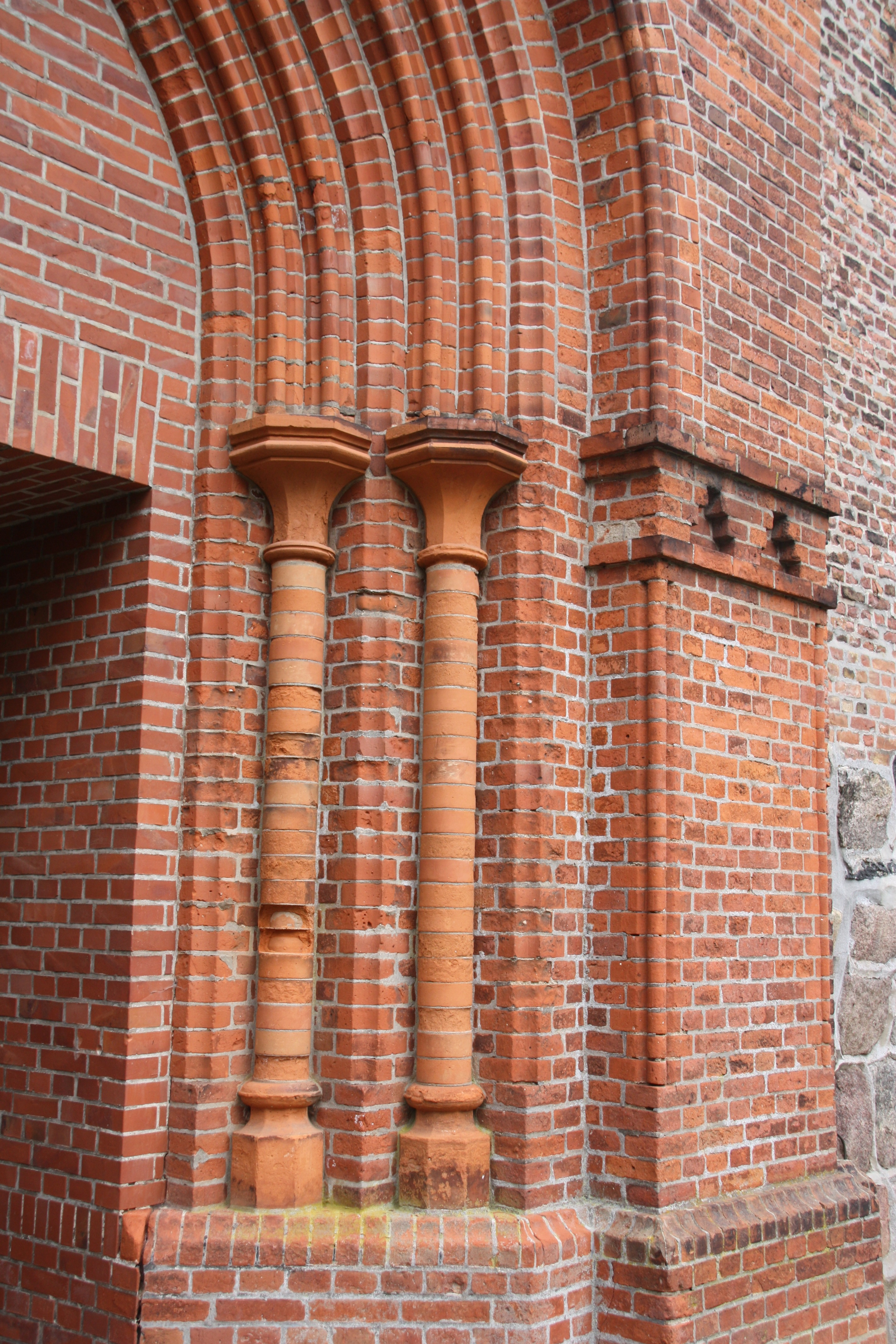
Details am Eingangsportal
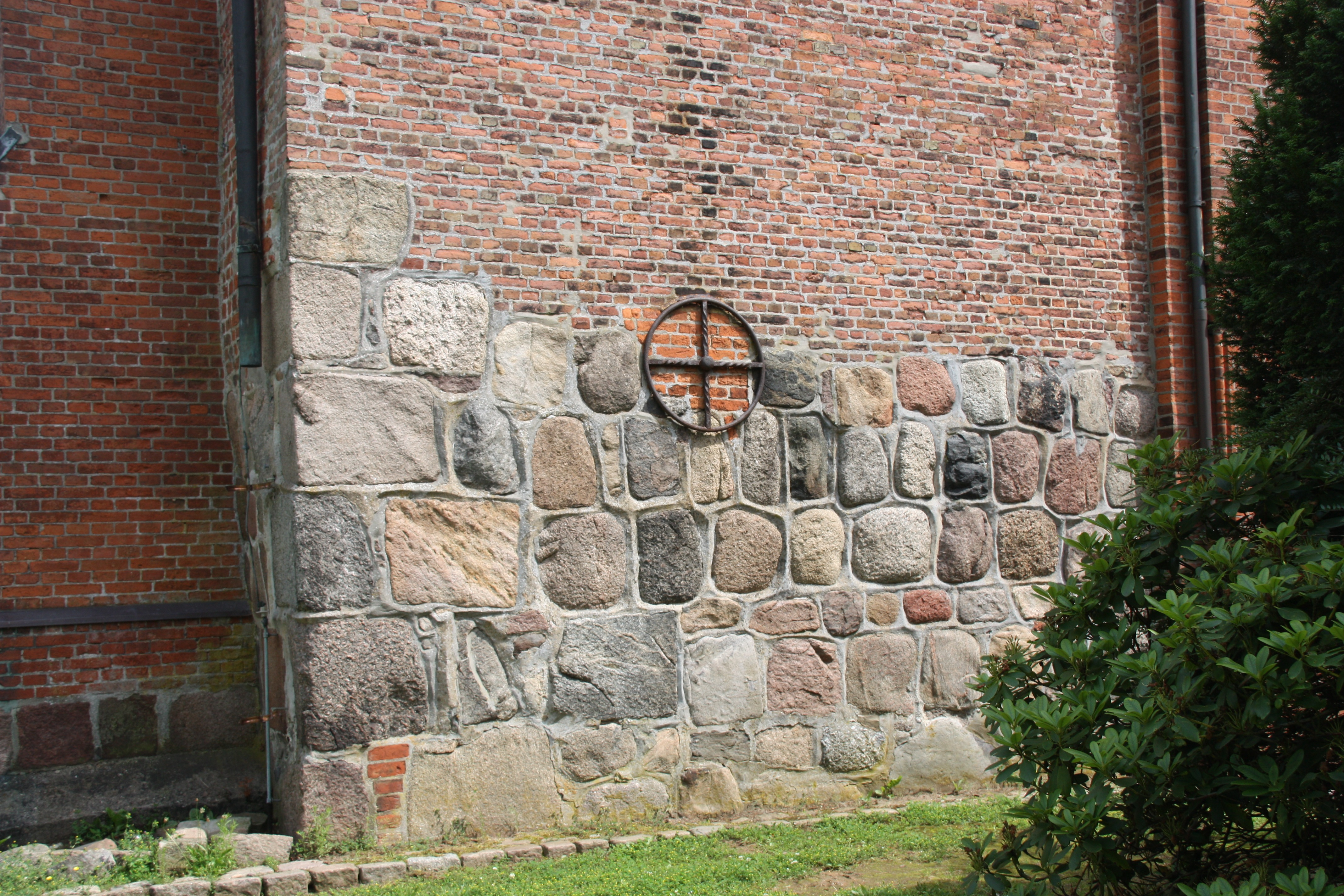
Maueranker in Form eines Weihekreuzes
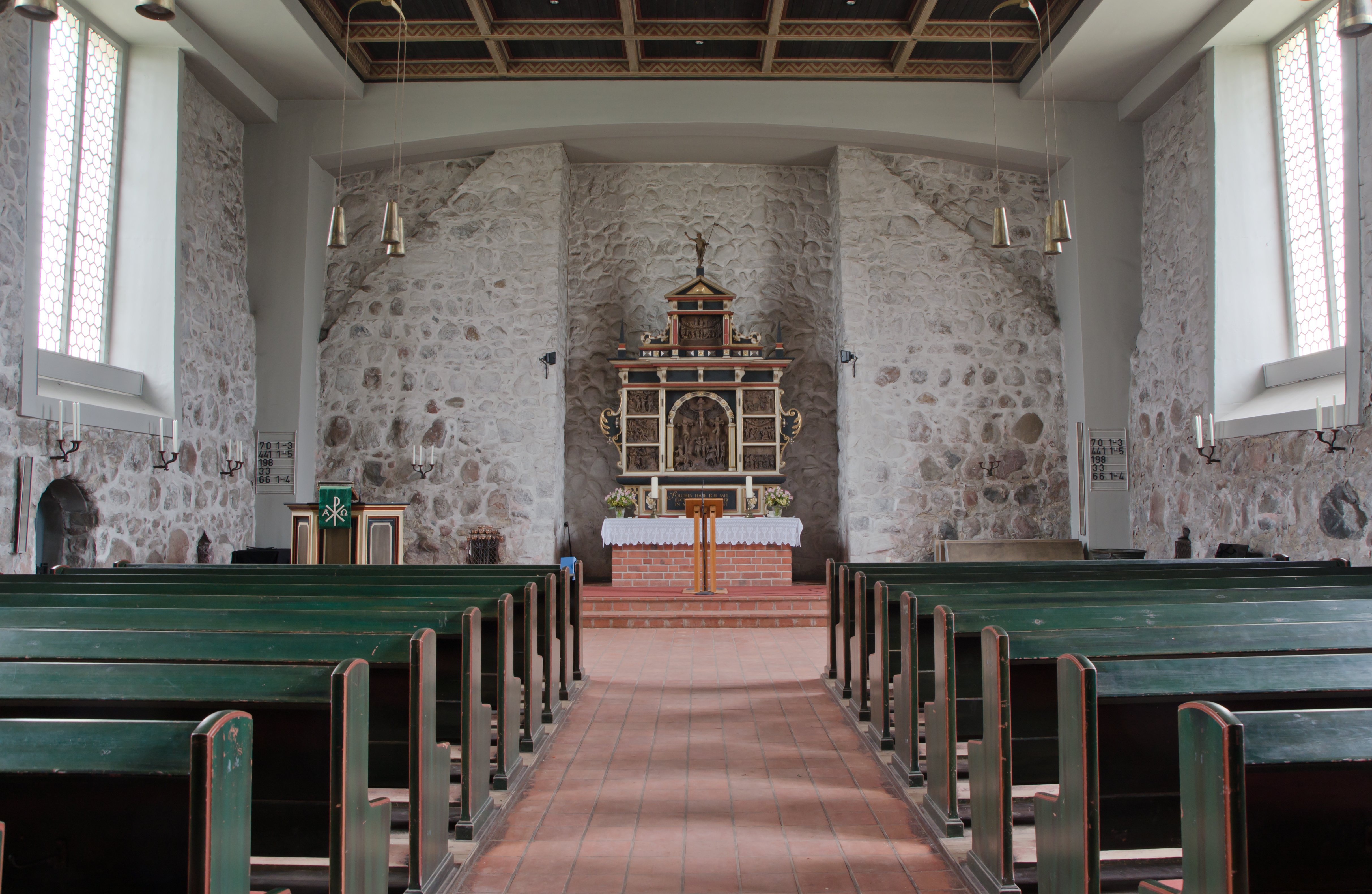
Innenraum mit Blickrichtung zum Altar
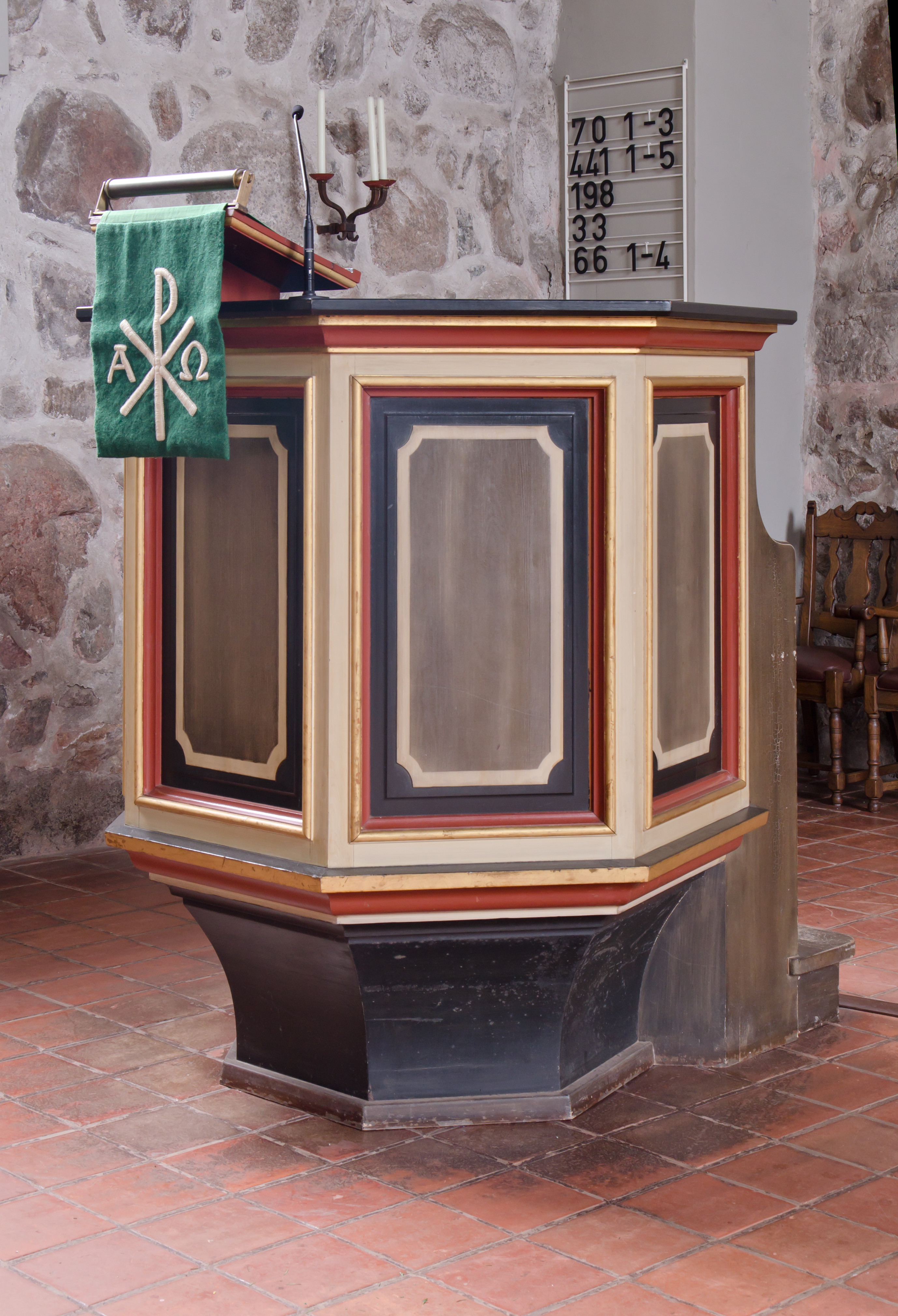
Kanzel